# Marea negra en el nordeste de Brasil de 2019
La marea negra en el nordeste de Brasil de 2019 es un desastre ambiental ocurrido a lo largo de 2000 km de las costas del nordeste de Brasil desde el 30 de agosto de 2019. El origen del derrame de petróleo se encuentra en investigación. Han sido contaminadas más de 200 playas en por lo menos 77 municipios en los estados de Maranhäo, Piauí, Ceará, Río Grande del Norte, Paraíba, Pernambuco, Alagoas, Sergipe y Bahía. El petróleo contaminante no procede del Brasil; por sus características moleculares, se trata de crudo venezolano.  El gobierno brasileño ha indicado que el petróleo partió de Venezuela el 18 de julio de 2019 a bordo del MV Boboulina y atravesó aguas territoriales brasileñas en los días subsiguientes.

## Cronología
- 30 de agosto, la mancha de petróleo es detectada.[6]
- 2 de septiembre, aparecen las manchas en las costas de Paraíba en el nordeste de Brasil.[7]
- 26 de septiembre, el Instituto Brasileiro do Meio Ambiente e dos Recursos Naturais Renováveis (IBAMA) declaró que el petróleo de la marea negra no es brasilero.[8]
- 3 de octubre, la marea negra llega a las costas del estado de Bahía.[9]
- 8 de octubre, el presidente de Brasil Jair Bolsonaro afirmó que el derrame puede deberse a un acto criminal y un país extranjero podría estar involucrado.[10] Bolsonaro sugirió que la intención de la acción criminal es perjudicar la subasta pública internacional para explorar y extraer petróleo de yacimientos submarinos ubicados en un área de 2800 km² en la costa sudeste del país a llevarse a cabo el 6 de noviembre.[11][12][13]
- 14 de octubre, el estado de Bahía declaró el estado de emergencia.[14]
- 15 de octubre, el estado de Sergipe declaró el estado de emergencia.[15]
- 18 de octubre, los fiscales de los nueve estados afectados solicitaron al Gobierno Federal la implementación de un plan de emergencia en respuesta al «peor desastre ambiental en la historia de la costa brasileña».[16]
- 21 de octubre, el equipo de fútbol Esporte Clube Bahía jugó ante el Ceará Sporting Club con el uniforme manchado para denunciar el derrame.[17]
- 22 de octubre, la marea negra llega a Morro de São Paulo en el municipio de Cairu en Bahía.[18]
- 23 de octubre, 19 activistas de Greenpeace son arrestados por daños al medio ambiente en Brasilia al simular un vertido de petróleo frente al Palacio de Planalto.[19]

## Investigación
El gobierno brasileño ha anunciado la investigación de tres hipótesis para el derrame: el hundimiento de un petrolero, la imposibilidad de transferir petróleo entre embarcaciones o la contaminación criminal. El presidente Jair Bolsonaro dijo que no descartó que se tratara de una acción criminal, pero consideró que la investigación del caso aún está en curso. Las investigaciones sobre el origen del petróleo se concentran actualmente en 23 buques sospechosos. Si se identifica a la persona responsable de la contaminación, incluso si es extranjero, podría recibir una multa de hasta 50 millones de reales y aún deberá responder por delitos ambientales, de conformidad con la Ley 9.605 / 1988, que castiga las conductas perjudiciales para el medio ambiente.
El 8 de octubre de 2019 un informe de la compañía petrolera brasileña Petrobras señaló que la sustancia es una mezcla de petróleos venezolanos, lo que no significa que el país sea responsable del desastre. El estudio indicó que es un tipo residual de alta densidad, como es característico del petróleo venezolano. Dos días después, un informe del Instituto de Geociencias de la Universidad Federal de Bahía (UFBA) también señaló que el material contaminante tenía origen venezolano, comparando el petróleo recolectado en las playas con una muestra de un tipo de petróleo venezolano existente en la institución.
El 10 de octubre, el gobierno venezolano negó la responsabilidad de las mareas negras. En un comunicado, la compañía petrolera estatal PDVSA dijo que las acusaciones del gobierno brasileño sobre el origen del material eran "infundadas" y que los clientes o subsidiarias no informaron sobre derrames de petróleo cerca de la costa brasileña.
El 11 de octubre, la Marina declaró en un comunicado que, «luego de una revisión de la información del tráfico de comerciantes en la región de interés», se notificó a 30 petroleros de diez países diferentes solicitando aclaraciones". «Las autoridades competentes de los 10 países, con la Organización Marítima Internacional y la Policía Federal, estarán en coordinación para dilucidar todos los hechos», dijo el comunicado. Se movilizaron 1,583 militares de 48 organizaciones diferentes, así como cinco barcos, un avión y barcos y vehículos pertenecientes a autoridades a lo largo de la costa noreste, como los de la capitanía de puertos, las estaciones de policía y agencias.
El 25 de octubre, Petrobras informó que el petróleo encontrado en las playas del noreste de Brasil desde finales de agosto proviene de tres campos en Venezuela.

### Petrolero Bouboulina

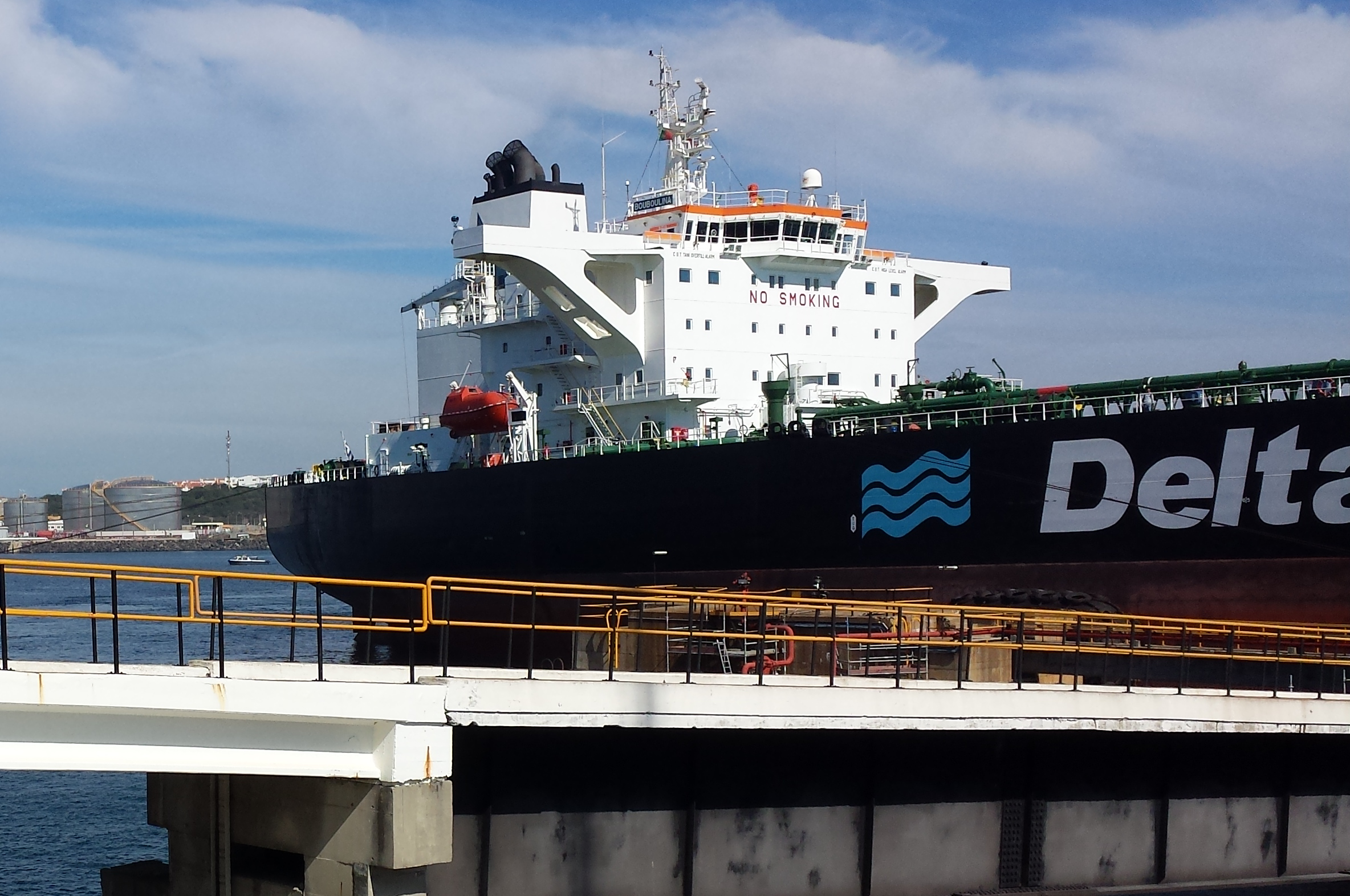
Petroleiro Bouboulina, de bandera griega, es sospechoso de haber derramado el petróleo en la costa de Brasil.

El 1 de noviembre, el petrolero de bandera griega Bouboulina y la compañía griega Delta Tankers, que lo administra, fueron citados en una orden judicial autorizando una solicitud de búsqueda e incautación a su dirección en Río de Janeiro. En su fallo, el juez Francisco Eduardo Guimarães declaró que el barco habría sido el único «en pasar el presunto polígono demarcado como la fuente del derrame», como lo indica un informe de la compañía Hex Technologies Geospatial y entregado voluntariamente a la Policía Federal.
El buque griego atracó en Puerto José, Venezuela, el 15 de julio. Tres días después, ya cargado con aproximadamente 1 millón de barriles de crudo Merey 16, salió de la costa venezolana hacia Singapur a través del Océano Atlántico. El 23 de julio, llegó a la costa brasileña, pasando por Amapá. Entre el 28 y el 29, de acuerdo con la investigación de la Policía Federal, habría comenzado lo que es considerado el mayor desastre en las playas de Brasil. El 9 de agosto, llegó a Ciudad del Cabo, Sudáfrica, donde se detuvo por lo menos un día y se dirigió a la costa de Malaca en Malasia.

## Impactos socioambientales

### Economía local
De acuerdo al Ministerio del Ambiente, el petróleo llegó a las cuencas de los ríos Itapicuru, Vazabarris y São Francisco contaminando los estuarios en donde se reproducen animales y plantas. La pesca artesanal se ha visto afectada al igual que el turismo: se han cancelado reservas en alojamientos en Bahía.

### Ecosistemas afectados
En el litoral del estado del Bahía, los manglares del río Pojuca y del río Itapucuru han sido contaminados por la marea negra, afectando las especies de flora y fauna que dependen del mismo. De acuerdo a los oceanógrafos, la degradación del petróleo en los manglares llevará décadas y no se podrán consumir las especies que se reproducen en este hábitat como cangrejos, almejas y mejillones. Los especialistas han afirmado que tomará más de 20 años la descontaminación de los manglares y arrecifes de coral.

### Fauna afectada
De acuerdo al IBAMA, se ha registrado la muerte de 11 tortugas, 2 aves y 1 pez. Algunas especies de tortugas lograron ser rescatadas y devueltas al mar. La marea negra se presentó durante una fase crítica del ciclo reproductivo de las tortugas marinas: cuando luego de la eclosión de los huevos las crías buscan el mar. Algunas de las especies afectadas son:
- Tortuga verde (Chelonia mydas), especie en peligro de extinción
- Tortuga olivácea (Lepidochelys olivacea), especie vulnerable
- Tortuga boba (Caretta caretta)
- Martín gigante tropical (Megaceryle torquata)
- Pardela pichoneya (Puffinus puffinus)

## Protestas
El 22 de octubre un grupo de pescadores protestó frente a la sede de Ibama en Salvador (Bahía) por haberse visto perjudicados por los impactos a la actividad pesquera local. El 23 de octubre un grupo de activistas de Greenpeace realizó una simulación de vertido de petróleo con pintura frente al Palacio de Planalto en Brasilia en protesta por los daños ambientales generados por la contaminación por petróleo de la costa nordestina y la deforestación en la Amazonía. Diecinueve activistas fueron arrestados por la policía por disposición irregular de desechos y luego liberados. El Ministro del Medio Ambiente de Brasil declaró lo siguiente posteriormente:

«Si no fuera suficiente no ayudar a limpiar el petróleo venezolano en las playas del nordeste, los ecoterroristas realizan daños a la propiedad pública».
Ricardo Salles, Ministro del Medio Ambiente de Brasil
23 de octubre de 2019